# Carbonate (Italie)
Pour les articles homonymes, voir Carbonate (homonymie).
Carbonate est une commune de la province de Côme en Lombardie en Italie.

## Histoire
L'origine du nom de la ville provient du lombard Carbonàa.

## Administration
| Période                                  | Période  | Identité       | Étiquette                  | Qualité |
| ---------------------------------------- | -------- | -------------- | -------------------------- | ------- |
| 30 mai 2006                              | En cours | Amalia Marazzi | Centro Destra (Contr.Uff.) |         |
| Les données manquantes sont à compléter. |          |                |                            |         |

### Hameaux
Cascina Cipollina, Cascina Abbondanza, Moneta, La Pinetina

### Communes limitrophes
Appiano Gentile, Gorla Maggiore, Locate Varesino, Lurago Marinone, Mozzate, Tradate

### Évolution démographique
Habitants recensés

## Galerie d'images

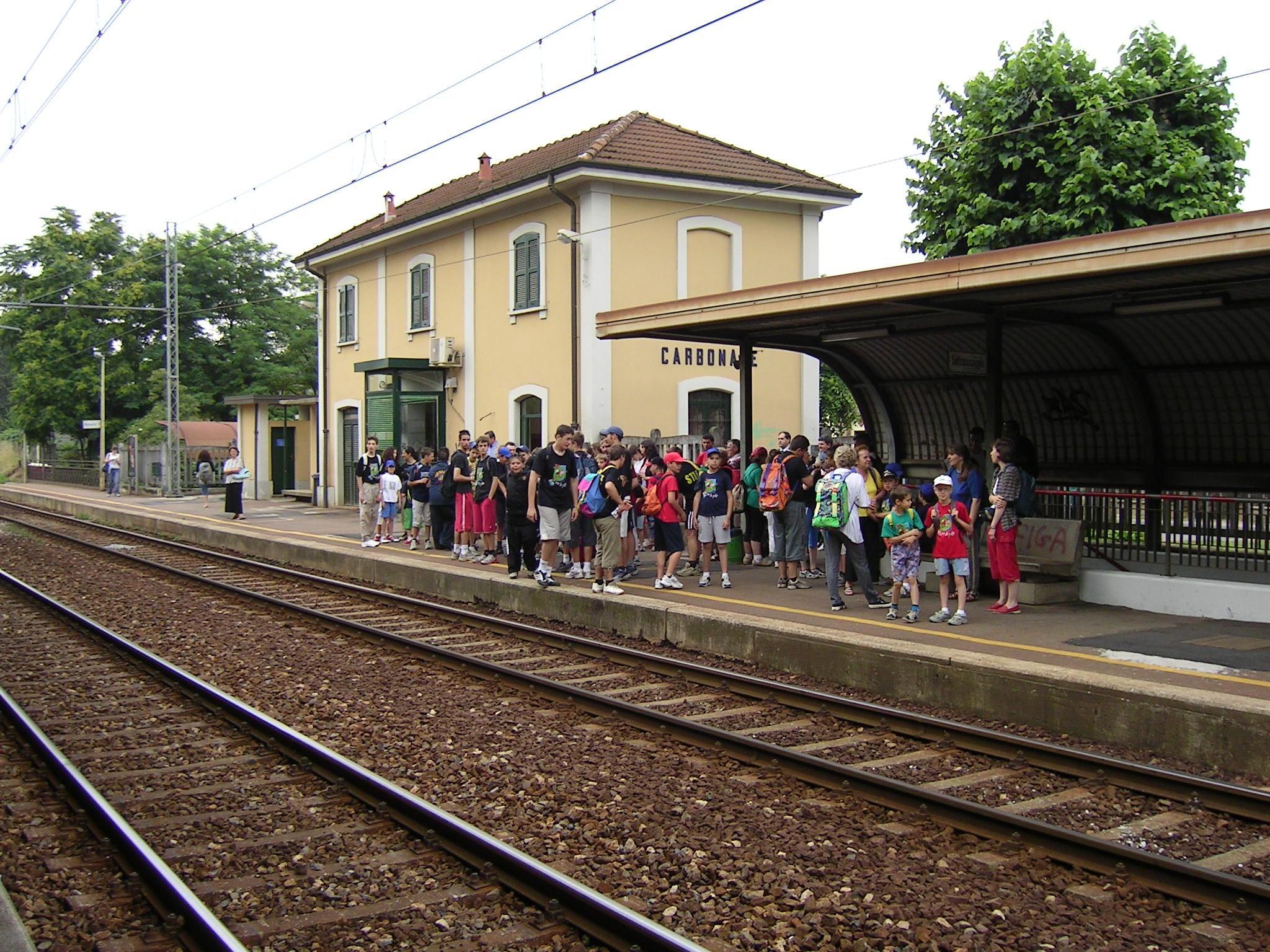
La gare.
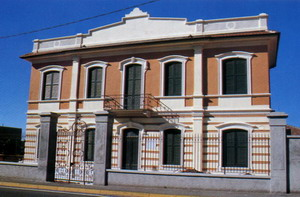
Asile "Ada Scalini".